# Horst Skoff
Horst Skoff ( 22 de agosto de 1968 en Klagenfurt, Austria - 7 de junio de 2008) fue un jugador de tenis con nacionalidad austriaca. En su carrera llegó a conquistar seis torneos a nivel ATP, su mejor posición fue Nº18 en enero de 1990. 

## Títulos (6; 4+2)

### Individuales (4)
| Leyenda                |
| Grand Slam (0)         |
| Tennis Masters Cup (0) |
| ATP Masters Series (0) |
| ATP Tour (4)           |

| N.º | Fecha | Torneo  | Oponentes en la final | Resultado          |
| --- | ----- | ------- | --------------------- | ------------------ |
| 1.  | 1988  | Atenas  | Bruno Orešar          | 6–3, 2–6, 6–2      |
| 2.  | 1988  | Viena   | Thomas Muster         | 4–6, 6–3, 6–4, 6–2 |
| 3.  | 1990  | Ginebra | Sergi Bruguera        | 7–6(8), 7–6(4)     |
| 4.  | 1993  | Båstad  | Ronald Agénor         | 7–5, 1–6, 6–0      |

### Dobles (2)
| Leyenda                |
| Grand Slam (0)         |
| Tennis Masters Cup (0) |
| ATP Masters Series (0) |
| ATP Tour (2)           |

| N.º | Fecha | Torneo       | Pareja        | Oponentes en la final        | Resultado     |
| --- | ----- | ------------ | ------------- | ---------------------------- | ------------- |
| 1.  | 1986  | Buenos Aires | Loïc Courteau | Gustavo Luza Gustavo Tiberti | 3-6, 6-4, 6-3 |
| 2.  | 1989  | Praga        | Jordi Arrese  | Petr Korda Tomas Smid        | 6-4, 6-4      |